# Alain Quella-Villéger
Alain Quella-Villéger, né le 7 juillet 1955 à Rochefort, est un enseignant, un historien et un spécialiste des récits d'exploration.

## Biographie
Alain Quella-Villéger est docteur ès lettres en histoire contemporaine,. Il soutient sa thèse, Pierre Loti et la politique méditerranéenne de la France, en 1987. Il a été professeur d'histoire-géographie au lycée Victor-Hugo de Poitiers.
Il est considéré comme un spécialiste de Pierre Loti auquel il a consacré de nombreux ouvrages,.
Il est membre de l'Académie de Saintonge depuis 2006.
Il s'engage pour que La Mérigote, ancienne maison de l'écrivain Jean-Richard Bloch à Poitiers, devienne une résidence d'artistes.

## Publications
- Le cas Farrère : du Goncourt à la disgrâce, Presses de la Renaissance, 1989  (ISBN 9782856164983)
- René Caillié. Un Voyageur controversé (avec Yves Baron), dans Aventures scientifiques. Savants en Poitou-Charentes du XVIe au XXe siècle (Dhombres J., dir.), Les éditions de l’Actualité Poitou-Charentes (Poitiers), 1995, p. 44-57  (ISBN 2-911320-00-X).
- René Caillié, une vie pour Tombouctou, préface de Théodore Monod, Atlantique, 1999.
- Belles et rebelles – Le roman vrai des Chasteau-Tinayre, Aubéron., 2000.
- Port sépia, Le Croît vif, 2002.
- Poitiers – Une histoire culturelle (sous la dir. de), éd. Atlantique, 2004.
- avec Timour Muhidine (dir.), 14-18 Grands reportages, Omnibus, 834 p., 2005  (ISBN 2-258-06396-5).
- Pierre Loti, le pèlerin de la planète, Aubéron, 524 p., 2005  (ISBN 2-908650-77-0).
- Première rue à gauche, après le soleil, poèmes, Le Torii, 2005.
- Vous, d’horizons, Kailash, 2007[7].
- Chez Pierre Loti – Une maison d’écrivain-voyageur, Scérén-CRDP, 2008.
- Pierre Loti dessinateur – Une œuvre au long cours, avec B. Vercier, 2009, Bleu autour (Grand prix de l'Académie de marine 2011).
- Évadées du harem – Affaire d’État et féminisme à Constantinople, André Versaille, 2011.
- René Caillié, l'Africain : une vie d'explorateur (1799-1838), Aubéron, 336 p., 2012  (ISBN 978-2-84498-137-0).
- Pour l'amour de... Rochefort, collection "Pour l'amour de", Éditions Magellan & Cie, 2017  (ISBN 978-2-35074-462-9)
- France Bloch-Sérazin. Une femme en résistance (1913-1943), Éditions Des femmes, préface Marie-José Chombart de Lauwe, 2019  (ISBN 978-2721007001)[8].
- Séoul (préface), Pierre Loti, collection "Heureux qui comme", Éditions Magellan & Cie, 2020  (ISBN 978-2-35074-599-2)
- Pierre Loti : Une vie de roman, Calmann-Lévy, 2019, 440 p.,  (ISBN 978-2702163191)
- Évadées du harem, avec Didier Quella-Guyot (scénario) et Sara Colaone (dessin), Steinkis, août 2020  (ISBN 978-2368462614).
- Planète Loti, Éditions Magellan & Cie, 2023  (ISBN 978-2-35074-757-6)

## Récompenses et distinctions

### Prix littéraires
- En 2018, Alain Quella-Villéger reçoit le prix Émile-Faguet pour son livre Édition critique du Journal de Pierre Loti[9],[5].
- Il est lauréat du prix littéraire de la Résistance en 2019 pour son ouvrage France Bloch-Sérazin. Une femme en résistance (1913-1943)[10].
- Le grand prix Jules-Verne lui est attribué en 2020 pour sa biographie Pierre Loti , une vie de roman[11].